# Rapator

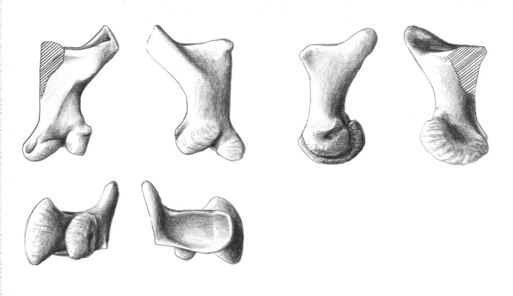
Aanzichten van het holotype door Jaime Headden. Boven links de voorzijde of "bovenzijde", daarnaast de achterzijde ("onderzijde"), binnenkant en buitenkant; onder links het ondervlak en ernaast het bovenvlak

Rapator ornitholestoides is een theropode dinosauriër, behorende tot de groep van de Neotheropoda, die tijdens het vroege Krijt leefde in het gebied van het huidige Australië.

## Naamgeving en vondst
De soort is in 1932 benoemd en beschreven door Friedrich von Huene. De geslachtsnaam betekent zoiets als "plunderaar" en is — vermoedelijk want von Huene gaf geen etymologie — afgeleid van het Latijnse rapax, "roofzuchtig" of raptare, "roven". Als zodanig komt het woord niet in het Klassieke Latijn voor maar von Huene dacht kennelijk van wel. De soortaanduiding betekent "gelijkend op Ornitholestes".
Het fossiel, holotype BMNH R3718, bestaat uit een eerste linkermiddenhandsbeen of eerste vingerkootje van de eerste vinger, in New South Wales begin twintigste eeuw ontdekt in een laag van de Griman Creek Formation die dateert uit het Albien, nabij Wollaston, op de Lightning Ridge. Een eigenaardigheid is dat het bot geopaliseerd is. Een gewrichtsknobbel is afgebroken.
Rapator is wel identiek geacht aan de op dezelfde locatie gevonden Walgettosuchus maar beide taxa hebben geen bekende elementen gemeen zodat een identiteit niet bewezen kan worden. Door de beperkte informatie wordt de soort wel gezien als een nomen dubium en vanwege de slechte beschrijving door von Huene ook als een nomen nudum. In 2009 werd Australovenator beschreven, een vorm met een zo sterk gelijkend middenhandsbeen dat wel gesteld is dat deze soort als een jonger synoniem van Rapator beschouwd zou moeten worden als deze geen nomen dubium zou zijn. Een studie uit 2013 echter, gebaseerd op een gaver middenhandsbeen, liet duidelijke verschillen zien en wees er ook op dat Australovenator tien miljoen jaar jonger is, wat een identiteit onwaarschijnlijk zou maken.

## Beschrijving
Het been heeft een lengte van zeven centimeter. Het bovenstuk is 4,5 centimeter breed, in het midden is de doorsnede 2,5 centimeter, de onderkant is vier centimeter breed. Welke grootte daaruit voor Rapator kan worden afgeleid, hangt af van de vraag of het een kootje of middenhandsbeen betreft en tot welke groep het dier behoort. Sommige schattingen zijn zo hoog gegaan als tien meter en negen meter wordt vaak in de literatuur vermeld; is het dier een alvarezsauride dan is een meter of vijf à zes een redelijke schatting. In dat geval is het desalniettemin de grootste bekende alvarezsauride.
Von Huene verwierp de mogelijkheid dat het om een vingerkootje zou gaan omdat het element bovenaan slechts een enkele cotylus heeft, een hol gewrichtsfacet dat aansluit bij de gewrichtsknobbel van het bovenliggende element. Dit is echter een kenmerk dat bij de vingerkootjes van verschillende Maniraptoriformes, waaronder de alvarezsauriden, voorkomt. Onderaan zijn de gewrichtsknobbels asymmetrisch. Op het midden van de onderkant bevindt zich een vergrote richel. Beide kenmerken zijn opnieuw typisch voor de alvarezsauriden maar het laatste ook voor Ornitholestes; vandaar de soortaanduiding.

## Fylogenie
De verwantschappen van Rapator zijn onduidelijk. Qua vorm lijkt het bot toe te behoren aan een lid van de Tetanurae maar biogeografisch gezien is het waarschijnlijker dat het om een lid van de Abelisauridae gaat. De graciele bouw duidt op een plaatsing in de tetanure Coelurosauria, misschien zelfs de Alvarezsauridae, hoewel die verder niet uit Australië bekend zijn. Is Rapator echter in feite identiek aan Australovenator dan behoort hij tot de tetanure Megaraptora.